# Саудівська Аравія на літніх Олімпійських іграх 1996
Саудівська Аравія брала участь у Літніх Олімпійських іграх 1996 року в Атланті (США) ушосте за свою історію, але не завоювала жодної медалі.